# Escovação dental

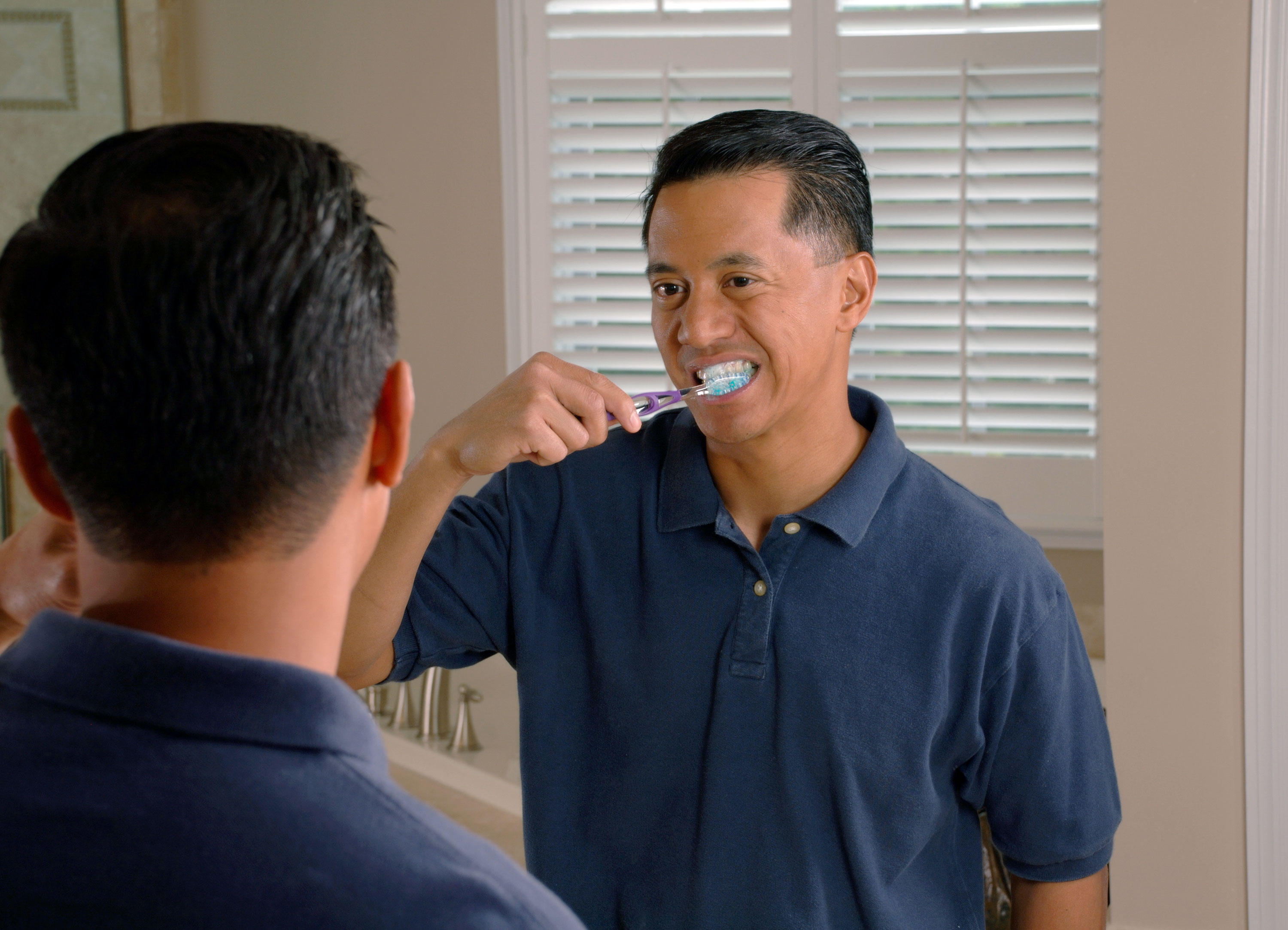
Um homem escovando os dentes enquanto olha no espelho.

Escovar os dentes é o ato de esfregar os dentes com uma escova de dentes equipada com pasta de dente. A limpeza interdental (com fio dental ou escova interdental) pode ser útil na escovação de dentes, e juntas essas duas atividades são o principal meio de limpeza dos dentes, um dos principais aspectos da higiene bucal.
Escovar os dentes adequadamente ajuda a prevenir cáries e doenças periodontais ou gengivais, o que causa pelo menos um terço da perda de dentes em adultos. Se os dentes não forem escovados corretamente e com frequência, isso pode levar à calcificação dos minerais da saliva, formando tártaro. O tártaro endurece (então chamado de 'cálculo') se não for removido a cada 24 horas. A má saúde dental tem sido associada a doenças cardíacas e até à menor expectativa de vida.

## História

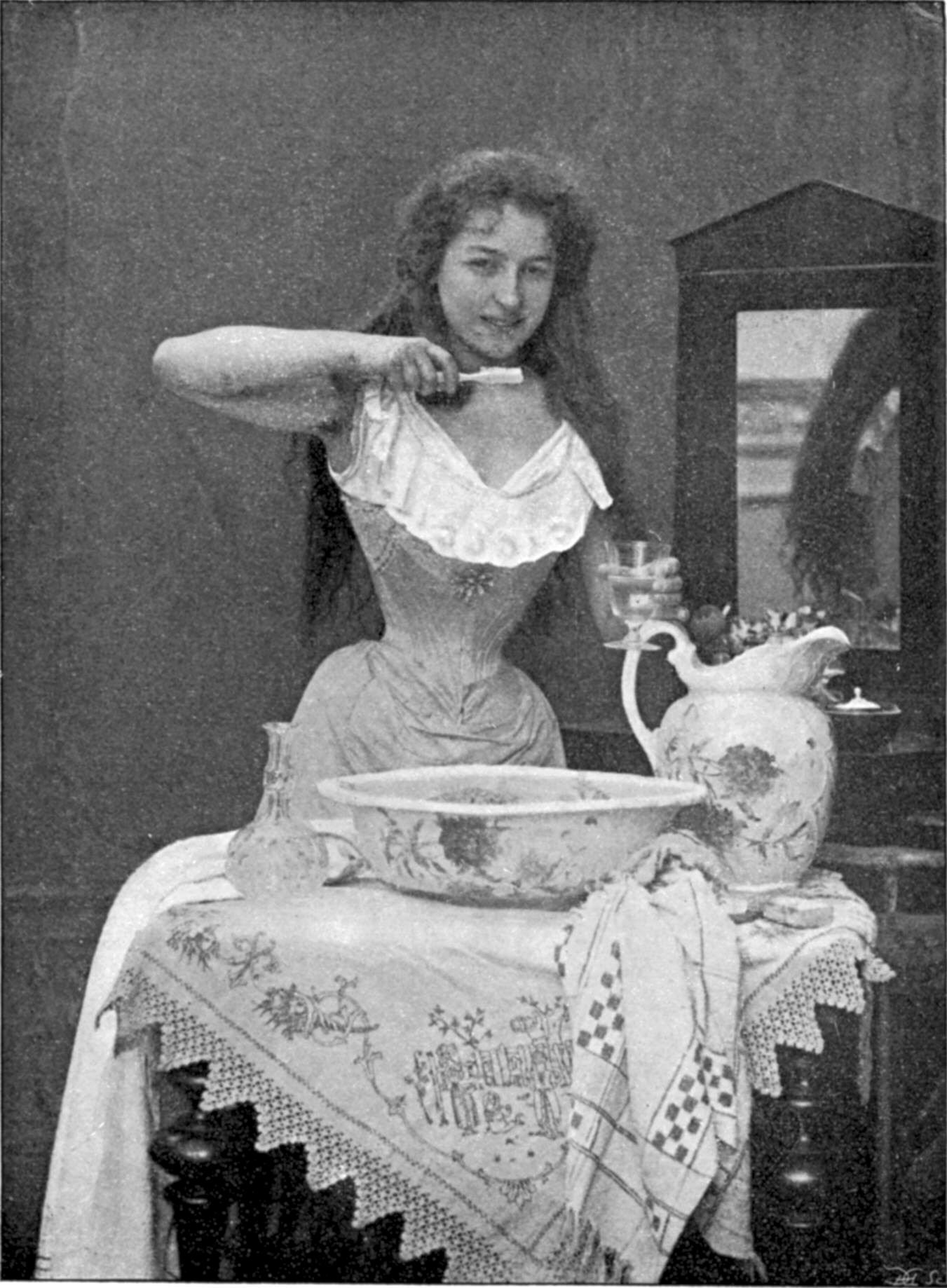
Uma foto de 1899 mostrando o uso de uma escova de dentes.

Desde 3000 a.C., os antigos egípcios construíam escovas de dentes brutas com galhos e folhas para limpar os dentes. Da mesma forma, outras culturas, como gregos, romanos e indianos, limpavam os dentes com galhos. Alguns desgastavam uma extremidade do galho para que ele penetrasse com mais eficácia entre os dentes. Os árabes, especialmente após a ascensão do Islã, usaram o Miswak, uma espécie de escova de dentes natural.
A escovação moderna como hábito regular tornou-se predominante na Europa após o contato com o mundo muçulmano na África e na Ásia, onde os dentes das pessoas permaneceram saudáveis até a velhice. Foi recomendado como uma prática cientificamente apoiada no final do século XVII. A escova de dentes moderna foi desenvolvida na Inglaterra em 1780. Enquanto estava na prisão, William Addis decidiu fazer buracos na tíbia de uma ovelha e puxar as cerdas dos cabelos de javali.

## Características da escovação

### Frequência
Embora exista um consenso de que uma escovação completa uma vez por dia é suficiente para manter a saúde bucal, a maioria dos dentistas recomenda que os pacientes escovem duas vezes ao dia.

### Técnica adequada
A frente e as costas dos dentes devem ser escovadas com a escova de dentes em um ângulo de 45 graus em relação à linha da gengiva, movendo a escova em um movimento de rotação para frente e para trás que faz contato com a linha e o dente da gengiva. Para escovar as costas dos dentes da frente, a escova deve ser mantida na vertical e movida em um movimento para cima e para baixo. As superfícies de mastigação dos dentes são escovadas com um movimento para frente e para trás, com a escova apontando diretamente para o dente.

### Tempo de espera após a refeição
Um estudo descobriu que a escovação imediatamente após uma refeição ácida (refrigerante dietético) causou mais danos ao esmalte e à dentina, em comparação com a espera de 30 minutos. Lavar o ácido com água ou bicarbonato de sódio dissolvido pode ajudar a reduzir os danos causados pela escovação. A mesma resposta foi recomendada para re-fluxo ácido e outras refeições ácidas.

## A escova de dentes

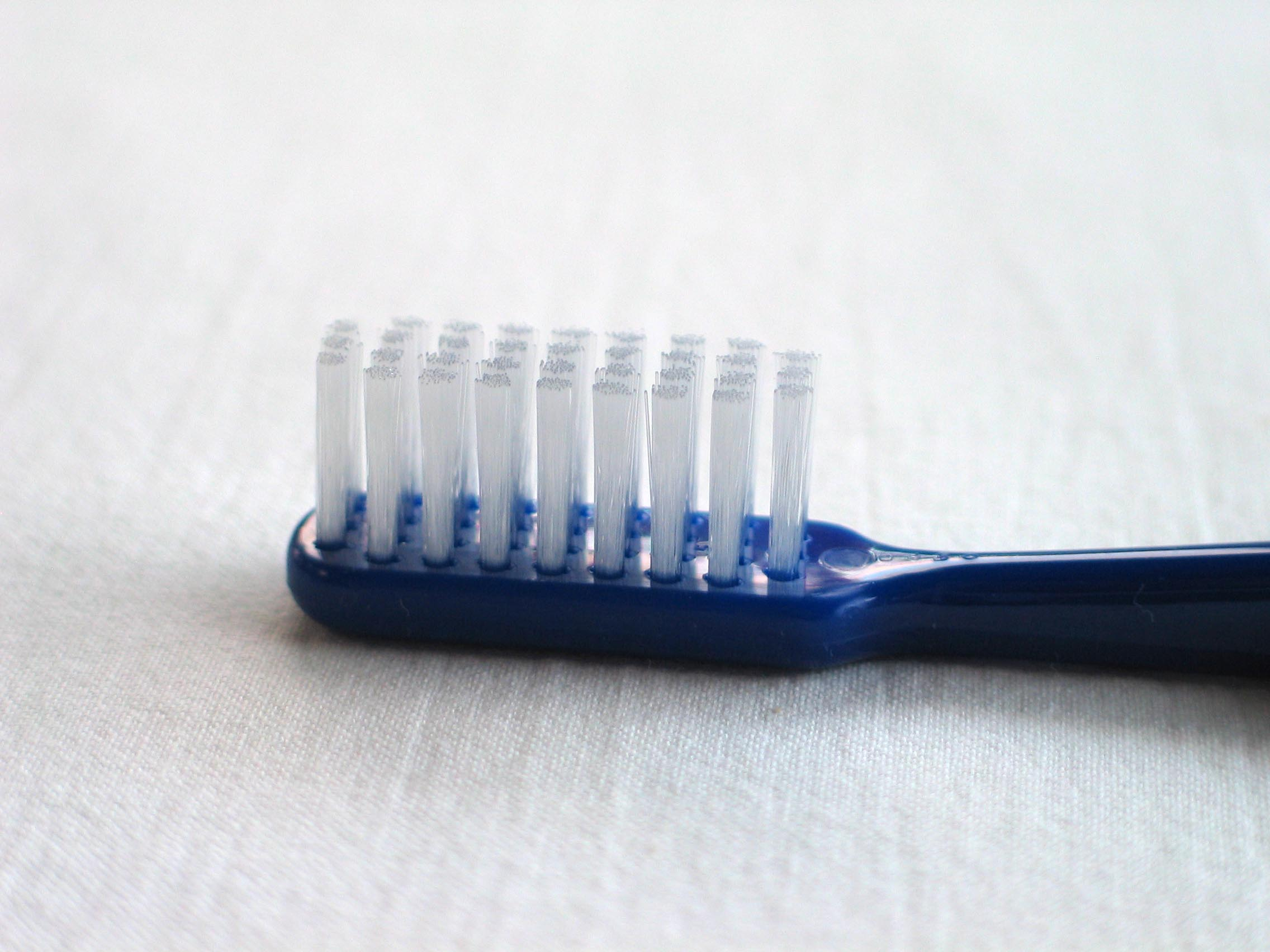
Cabeça de uma escova de dentes

Uma escova de dentes é um instrumento usado para limpar os dentes, consistindo em uma pequena escova em uma alça. Creme dental, geralmente contendo flúor, é comumente adicionado a uma escova de dentes para ajudar na limpeza. Escovas de dente vêm em variedades manuais e elétricas. Embora haja evidências conflitantes sobre qual é mais eficaz, a maioria das evidências aponta para escovas de dentes elétricas com um movimento oscilatório mais eficaz do que as escovas de dentes manuais, com escovas sem um movimento oscilatório equivalente. Uma revisão da Cochrane de 2014 encontrou evidências moderadas de que a escovação elétrica reduz a placa bacteriana e a gengivite mais do que a manual. No geral, as escovas de dentes manuais e elétricas são eficazes, no entanto, e geralmente é recomendado que as pessoas usem a que se sentirem confortáveis, determinem o que é acessível para elas e terão maior probabilidade de escovar regularmente.
As escovas de dentes são oferecidas com texturas variadas de cerdas e são fornecidas em diversas formas e tamanhos. A maioria dos dentistas recomenda o uso de uma escova de dentes rotulada como "macia", uma vez que as escovas de cerdas mais firmes podem danificar o esmalte dos dentes e irritar as gengivas, conforme indicado pela American Dental Association. As escovas de dentes são geralmente feitas de fibras sintéticas, embora muitas sejam também conhecidas em muitos partes do mundo. Aqueles com dentaduras também podem escovar os dentes com escovas de dentes tradicionais, escovas de dentaduras especialmente feitas para elas, ou limpadores de dentaduras.

## O creme dental

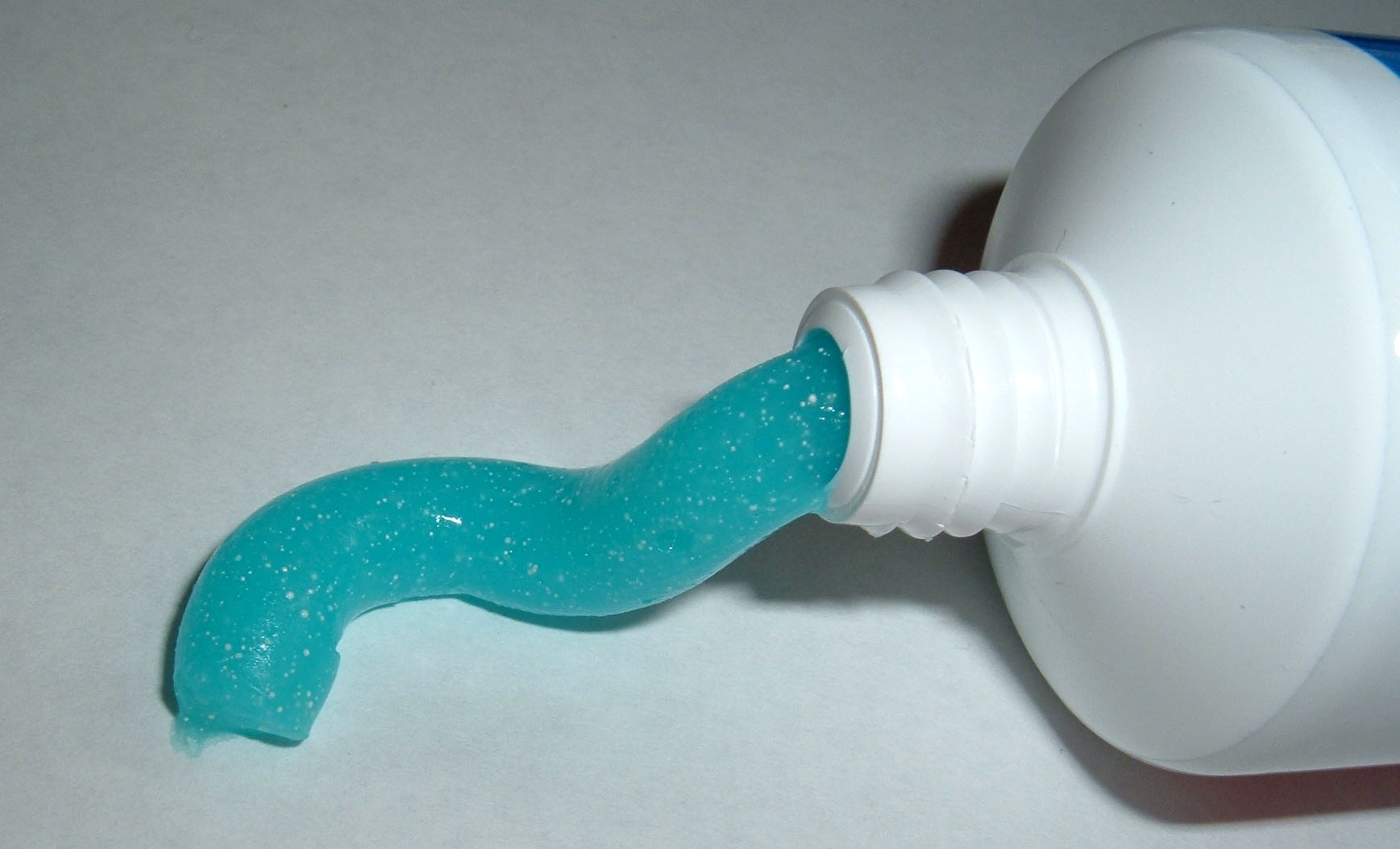
Creme dental

A pasta de dentes é um dentifrício em pasta ou gel usado para limpar e melhorar a aparência estética e a saúde dos dentes. É quase sempre usado em conjunto com uma escova de dentes. O uso de pasta de dente pode promover uma boa higiene bucal: pode auxiliar na remoção da placa dentária e dos alimentos dos dentes, pode ajudar na eliminação e/ou mascaramento da halitose quando as pedras da amígdala não são a causa e pode fornecer ingredientes ativos como como flúor para prevenir doenças dos dentes e gengiva.
Há evidências de que a adição de xilitol a cremes dentais contendo flúor reduz a incidência de cárie dentária em cerca de 13%.